# Schütt - Graschelitzen
Schütt - Graschelitzen este o arie protejată (arie specială de conservare — SAC, sit de importanță comunitară — SCI, arie de protecție specială avifaunistică — SPA) din Austria întinsă pe o suprafață de 2.307 ha, integral pe uscat.

## Localizare
Centrul sitului Schütt - Graschelitzen este situat la coordonatele 46°35′00″N 13°41′00″E / 46.5833°N 13.6833°E.

## Înființare
Situl Schütt - Graschelitzen a fost declarat sit de importanță comunitară în martie 2000 pentru a proteja 3 specii de plante și 50 de specii de animale. Alte tipuri de protecție:
- arie de protecție specială avifaunistică (în martie 2000)[2]
- arie specială de conservare (în decembrie 2014)[1][3][4]

## Biodiversitate
Situată în ecoregiunea alpină, aria protejată conține 17 habitate naturale: Râuri de munte și vegetația lor lemnoasă cu Salix elaeagnos, Pajiști panonice carstice (Stipo-Festucetalia pallentis), Pajiști uscate seminaturale și facies de acoperire cu tufișuri pe substraturi calcaroase (Festuco-Brometalia) (* situri importante pentru orhidee), Pajiști cu Molinia pe soluri calcaroase, turboase sau argilos-nămoloase (Molinion caeruleae), Liziere de ierburi înalte hidrofile de câmpie și de nivel montan până la alpin, Fânețe de joasă altitudine (Alopecurus pratensis, Sanguisorba officinalis), Izvoare petrifiante cu formare de travertin (Cratoneurion), Mlaștini alcaline, Grohotișuri calcaroase și de șisturi calcaroase de la nivelul montan până la nivelul alpin (Thlaspietea rotundifolii), Grohotișuri medio-europene calcaroase, de la nivel colinar și montan, Pante stâncoase calcaroase cu vegetație casmofită, Peșteri inaccesibile publicului, Păduri de fag Luzulo-Fagetum, Păduri aluvionare cu Alnus glutinosa și Fraxinus excelsior (Alno-Padion, Alnion incanae, Salicion albae), Păduri ilirice de Fagus sylvatica (Aremonio-Fagion), Păduri ilirice de stejar și carpen (Erythronio-Carpinion), Păduri de pin (sub-) mediteraneene cu pini negri endemici.
La baza desemnării sitului se află mai multe specii protejate:
- plante (3): Buxbaumia viridis, Hamatocaulis vernicosus, moșișoare (Liparis loeselii)
- păsări (24): pescăruș albastru (Alcedo atthis), buha (Bubo bubo), caprimulg (Caprimulgus europaeus), barză albă (Ciconia ciconia), barză neagră (Ciconia nigra), erete de stuf (Circus aeruginosus), erete vânăt (Circus cyaneus), erete cenușiu (Circus pygargus), ciocănitoare cu spate alb (Dendrocopos leucotos), ciocănitoare neagră (Dryocopus martius), muscar (Ficedula parva), becațină comună (Gallinago gallinago), ciuvică (Glaucidium passerinum), cocor (Grus grus), vulturul pleșuv sur (Gyps fulvus), sfrâncioc roșiatic (Lanius collurio), gaia neagră (Milvus migrans), gaia roșie (Milvus milvus), vultur pescar (Pandion haliaetus), viespar (Pernis apivorus), cormoran mare (Phalacrocorax carbo), ciocănitoare de munte (Picoides tridactylus), ciocănitoare verzuie (Picus canus), sitar de pădure (Scolopax rusticola)
- amfibieni (2): izvoraș-cu-burta-galbenă (Bombina variegata), Triturus carnifex
- mamifere (11): liliac cârn (Barbastella barbastellus), vidră de râu (Lutra lutra), râs eurasiatic (Lynx lynx), liliac cu aripi lungi (Miniopterus schreibersii), liliac cu urechi mari (Myotis bechsteinii), liliac cu picioare lungi (Myotis capaccinii), liliac cărămiziu (Myotis emarginatus), liliac comun (Myotis myotis), liliacul mare cu potcoavă (Rhinolophus ferrumequinum), liliacul mic cu potcoavă (Rhinolophus hipposideros), urs brun (Ursus arctos)
- nevertebrate (8): Austropotamobius torrentium, Cordulegaster heros, Euplagia quadripunctaria, libelule (Leucorrhinia pectoralis), rădașcă (Lucanus cervus), Osmoderma eremita, Phengaris teleius, Rosalia alpina
- pești (5): zglăvoacă (Cottus gobio), Eudontomyzon mariae, Eudontomyzon spp., lostriță (Hucho hucho), clean dungat (Telestes souffia)

Pe lângă speciile protejate, pe teritoriul sitului au mai fost identificate 12 specii de plante, 2 specii de păsări, 1 specie de mamifere, 1 specie de nevertebrate, 6 specii de reptile.